# دانشگاه آفریقای جنوبی
دانشگاه آفریقای جنوبی (انگلیسی: University of South Africa) یا (UNISA) بزرگترین دانشگاه در قاره آفریقا و یکی از بزرگترین دانشگاه‌های جهان است.
این دانشگاه بیش از ۳۰۰٬۰۰۰ دانشجو دارد که از جمله دانشجویان آفریقایی و بین‌المللی از ۱۳۰ کشور جهان را شامل می‌شود. UNISA همچنین یک مؤسسه آموزش عالی از راه دور است.